# Stadionul Oțelul
Le Stadionul Oțelul est un stade situé à Galați en Roumanie, utilisé principalement pour des matches de football du FC Oțelul Galați.